# Jan Rybicki
Jan Rybicki (ur. 1963) – polski tłumacz z Krakowa, nauczyciel akademicki, pracownik Uniwersytetu Jagiellońskiego.
Autor przekładów ok. 30 powieści. Od 2011 roku związany z Instytutem Filologii Angielskiej Uniwersytetu Jagiellońskiego, gdzie prowadzi zajęcia w Instytucie Filologii Angielskiej. Naukowo zajmuje się głównie stylometrią komputerową, także w odniesieniu do przekładu.
Jest współtwórcą, wraz z Maciejem Ederem i Mikiem Kestemontem, pakietu oprogramowania „stylo” służącego do statystycznej analizy tekstu.

## Publikacje naukowe
- Burrowing into Translation: Character Idiolects in Henryk Sienkiewicz’s Trilogy and its Two English Translations, „Literary and Linguistic Computing”, XXI/2006, s. 91–103.
- Sienkiewicz po angielsku, „Przekładaniec”, XV/2006, s. 101–126.
- Deeper Delta Across Genres and Languages: Do We Really Need the Most Frequent Words?, „Literary and Linguistic Computing”, 2011, s. 1–7.
- Conrad i Sienkiewicz: polska zmiana warty na Czarnym Lądzie, [w:] Czyja Afryka? Wokół „W pustyni i w Puszczy” Henryka Sienkiewicza, red. T. Bujnicki, J. Axer, Universitas, Kraków 2012.
- Ślady żony tłumacza. Alma Cardell Curtin i Jeremiah Curtin, „Przekładaniec”, 24/2012.
- The Great Mystery of the (Almost) Invisible Translator: Stylometry in Translation, [w:] Quantitative Methods in Corpus-Based Translation Studies, red.M. Oakley, M. Ji, John Benjamins, Amsterdam 2012.

## Wybrane przekłady
- Kazuo Ishiguro, U schyłku dnia. Kraków: KAW, 1993.
- Kurt Vonnegut, Losy gorsze od śmierci. Warszawa: Amber, 1994.
- Nadine Gordimer, Nikt ze mną nie pójdzie. Kraków: Wydawnictwo Literackie, 1996.
- William Golding, Twarzą w twarz. Warszawa: Amber, 1995.
- Francis Scott Fitzgerald, Piękni i przeklęci. Kraków: Wydawnictwo Literackie, 1996.
- Douglas Coupland, Poddani Microsoftu. Warszawa: Prószynski i Ska, 1996.
- Kingsley Amis, Albo – albo. Warszawa: Amber, 1996.
- John le Carré, Szpieg doskonały. Warszawa: Amber, 2003; Warszawa: Świat Książki, 2009.
- Kenzaburo Oe, Zerwać pąki, zabić dzieci. Warszawa: Amber, 2004 (160 str.).
- Khaled Hosseini, Chłopiec z latawcem. Warszawa: Amber, 2005 (272 str.).
- Jeannette Winterson, Tanglewreck, dom na krańcu czasu. Kraków: Znak, 2008.
- John le Carré, Druciarz, krawiec, żołnierz, szpieg. Warszawa: Świat Książki, 2010.